# Bibi Nordin
Elsa Birgitta Bibi Nordin, född 13 september 1939 i Umeå, död 20 januari 1997 i Stockholm, var en svensk skådespelare.
Nordin tillhörde, tillsammans med Hans Hellberg, Lottie Ejebrant och Leif Sundberg den första ensemblen i Teater Narren. 
Hon är begravd i minneslunden på Maria Magdalena kyrkogård i Stockholm.

## Filmografi
- 1986 – Studierektorns sista strid (TV-serie)
- 1992 – Kvällspressen (TV-serie) avsnittet Falska bevis
- 1994 – Polismördaren
- 1995 – Tag ditt liv